# Мочульський Михайло Михайлович
Миха́йло Миха́йлович Мочу́льський (13 листопада 1875, Миколаїв, теперішня Львівська область — 14 лютого 1940) — український критик, літературознавець, перекладач. Дійсний член НТШ.

## Життєпис
Закінчив Львівський університет 1898 року, працював юристом.

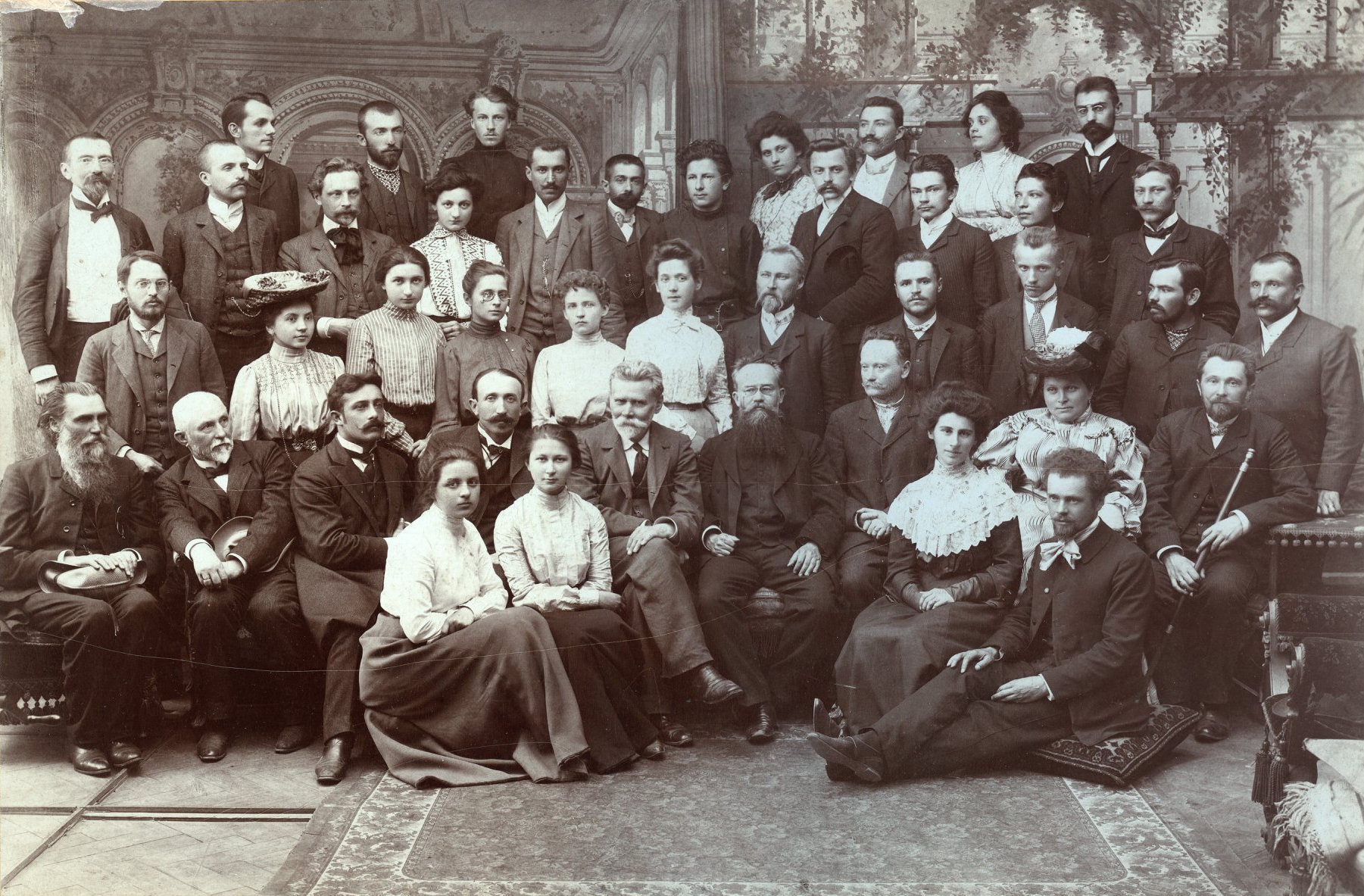
Викладачі та студенти Наукових курсів українознавства у Львові (організованих ТПУНЛШ), 5 липня 1904 р. Зліва направо: перший ряд (сидять): М. Дверницька, В. Чикаленківна, А. Трушева, І. Труш;
другий ряд (сидять): П. Рябков, Т. Ревакович, І. Брик, М. Ганкевич, Хв. Вовк, М. Грушевський, І. Франко, М. Грушевська, Вол. Гнатюк;
третій ряд (стоять): Вол. Дорошенко, М. Підлісецька (Мудракова), Г. Чикаленківна, К. Голицинська, О. Андрієвська, М. Липа, І. Липа, Ф. Шолудько, В. Панейко, Л. Сміщук, Л. Гарматій;
четвертий ряд (стоять): Вол. Лаврівський, Е. Голицинський, Юл. Бачинський, М. Крушельницька (Дроздовська), Дм. Дорошенко, Я. Грушкевич, Л. Чикаленко, Мих. Грушкевич, Ст. Дольницький, А. Хомик, М. Росткович;
п'ятий ряд (стоять): Юл. Ситник, Ол. Скоропис, Дм. Розов, Д. Старосольська (Шухевичівна), Вол. Загайкевич, Т. Єрми (п-ні Боднарова), Мих. Мочульський.

Вивчав творчість Тараса Шевченка, Івана Манжури, Івана Франка, поетів «української школи» в польській літературі — Северин Гощинський, Йосиф Богдан Залеський, Антоній Мальчевський.

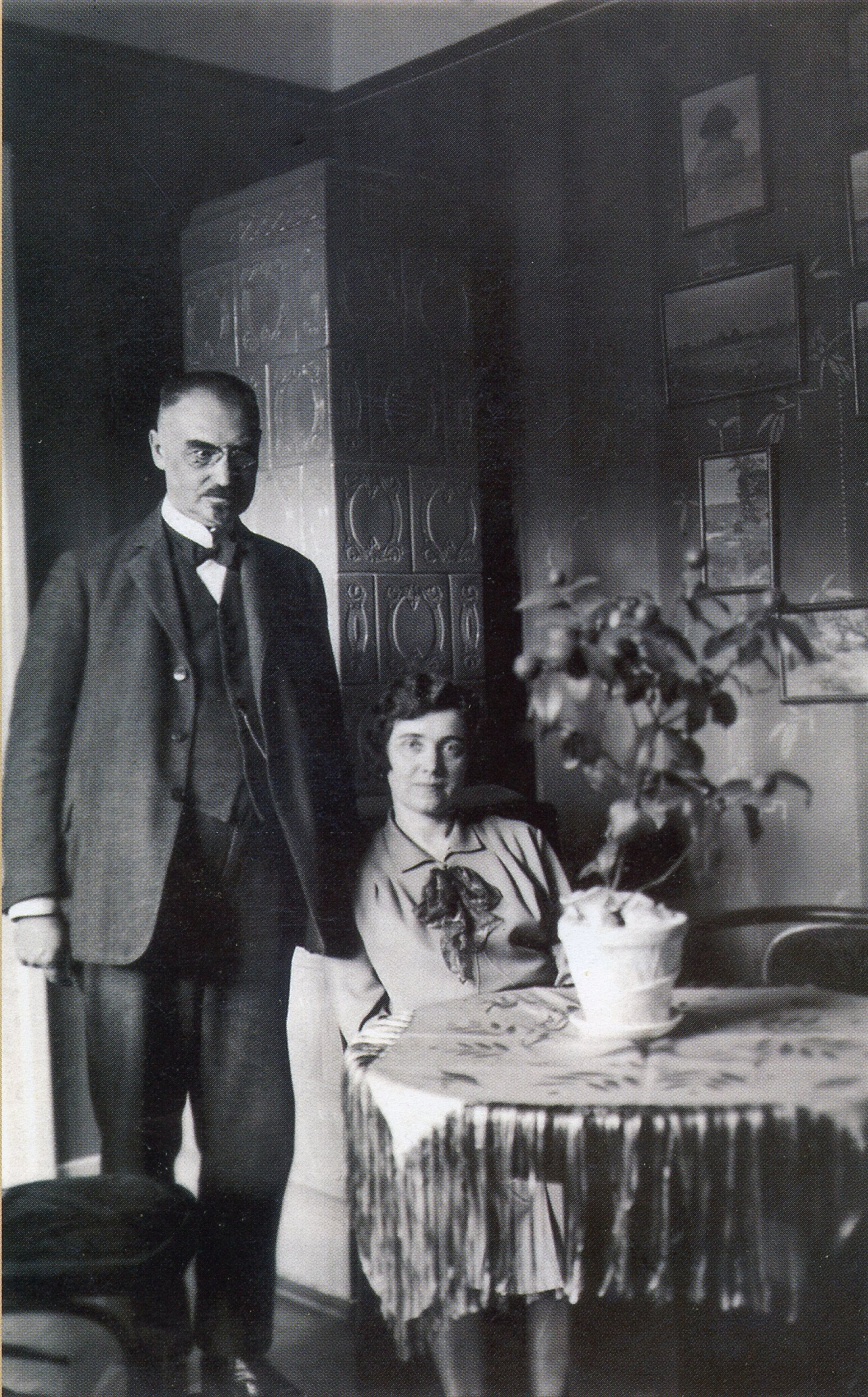
Михайло Мочульський з дружиною Ольгою. 1930-ті рр.

Перекладав твори Василя Стефаника польською мовою — збірка «Кленові листки», 1904. Писав статті з української етнографії, художні твори.
Дійсний член НТШ, в 1904—1913 роках — член управи товариства.
1918-го призначений до складу делегації УНР на мирних переговорах у Бересті. Виконував обов'язки перекладача і нотаря для потвердження достовірності підписів контрагентів.

Працював нотаріусом у Городку, Тернополі, Гримайлові (1920 — грудень 1931). 
 Листувався з Михайлом Грушевським.

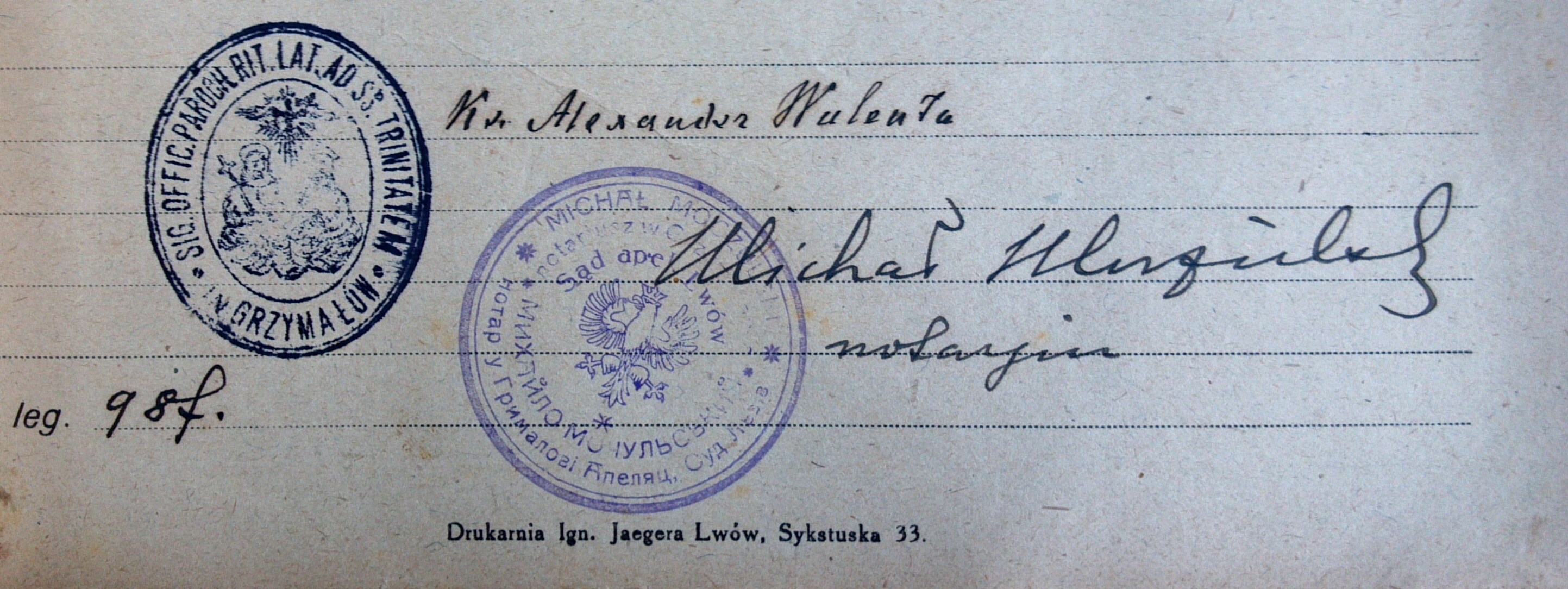

Похований у меморіальному сквері Івано-Франківська.
Серед його робіт:
- 1901 — «Привілеї м. Миколаєва над Дністром [Архівовано 23 лютого 2017 у Wayback Machine.]» // Записки НТШ. — 1901. — Том 43.
- 1917 — «Кн. Микола Андрійович Цертелів»,
- 1922 — «До генези й пояснення „Інтродукції“ до „Гайдамаків“ Т.Шевченка» — ЗНТШ,
- 1938 — «Іван Франко». — Львів, 1938,
- 1938 — «Погруддя з бронзи. Микола Цертелев і Іван Манджура», Львів.